# Riak
Riak är en produktserie av distribuerade databaser från Basho Technologies. Riak är en databashanterare av NoSQL-typ.